# Macaria carbonaria
Macaria carbonaria is een vlinder uit de familie van de spanners (Geometridae).
De spanwijdte van deze vlinder is 23 tot 25 millimeter. De grondkleur is wit, over de vleugels lopen donkerbruine banden en donkerbruine vlekken. 
De soort gebruikt berendruif als waardplant. De vliegtijd is van april tot juni. De vlinders vliegen overdag.
De soort komt voor in het noorden van het Palearctisch gebied, niet in Nederland en België.